# Accordo Clemenceau-Lloyd George

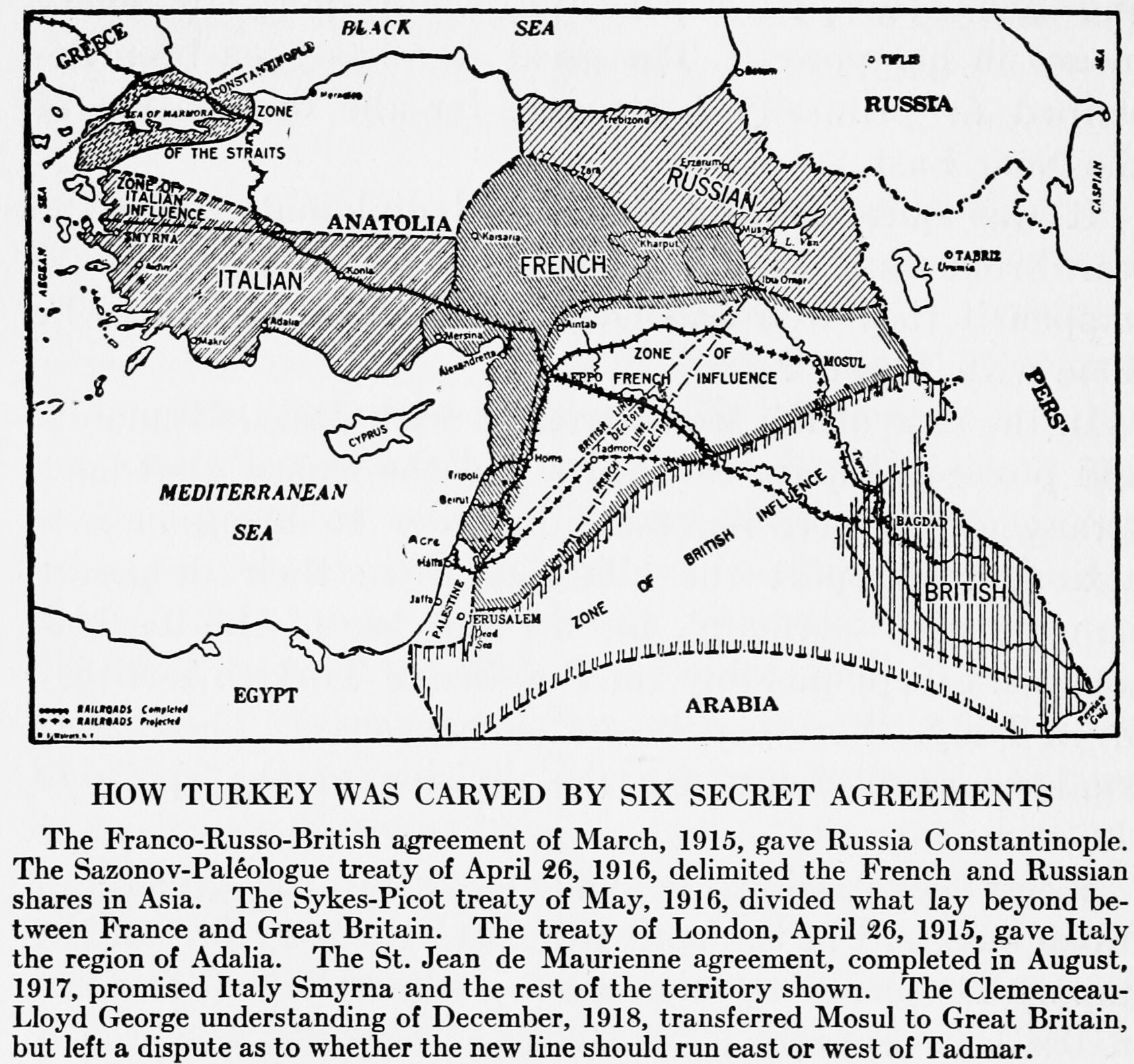
Il diagramma di Ray Stannard Baker dei sei accordi segreti che furono usati nei negoziati per dividere l'Impero ottomano fa riferimento all'accordo Clemenceau-Lloyd George su Mosul.

L'accordo Clemenceau-Lloyd George del 1º dicembre 1918 fu un accordo verbale che modificava l'accordo Sykes-Picot del 1916 riguardo alla Palestina e al vilayet di Mossul. Quest'ultimo componente è noto anche come cessione di Mosul. L'accordo fu tra i primi ministri britannico e francese David Lloyd George e Georges Clemenceau, ed ebbe luogo presso l'ambasciata francese a Londra.
L'accordo era controverso perché la Francia non sembrava aver ottenuto alcun cambiamento sostanziale dalla Gran Bretagna in cambio delle concessioni di Mosul e della Palestina.
John J McTague Jr ha scritto: "Nonostante l'informalità di questo accordo, Lloyd George e Clemenceau lo hanno mantenuto ed è diventato la base per legittimare la rivendicazione britannica sulla Palestina".
L'accordo fu finalizzato a Deauville nel 1919.